# 内郷村 (神奈川県)
内郷村（うちごうむら）は、神奈川県津久井郡に存在した村。旧村域は現在の相模原市緑区寸沢嵐、同区若柳に当たる。

## 地理
- 山：嵐山、石老山
- 川：相模川、道志川

## 歴史

### 村名の由来
古くから当地が内郷四石と呼ばれていたことより。

### 沿革
- 1889年（明治22年）4月1日 - 町村制の施行により、若柳村、寸沢嵐村が合併して発足。
- 1955年（昭和30年）1月1日 - 小原町・千木良村・与瀬町と合併して相模湖町が発足。同日内郷村廃止。
- 2006年（平成18年）3月20日 - 相模湖町が相模原市に編入。
- 2010年（平成22年）4月1日 - 相模原市が政令指定都市に移行し、旧村域が緑区となる。